# Biofilm

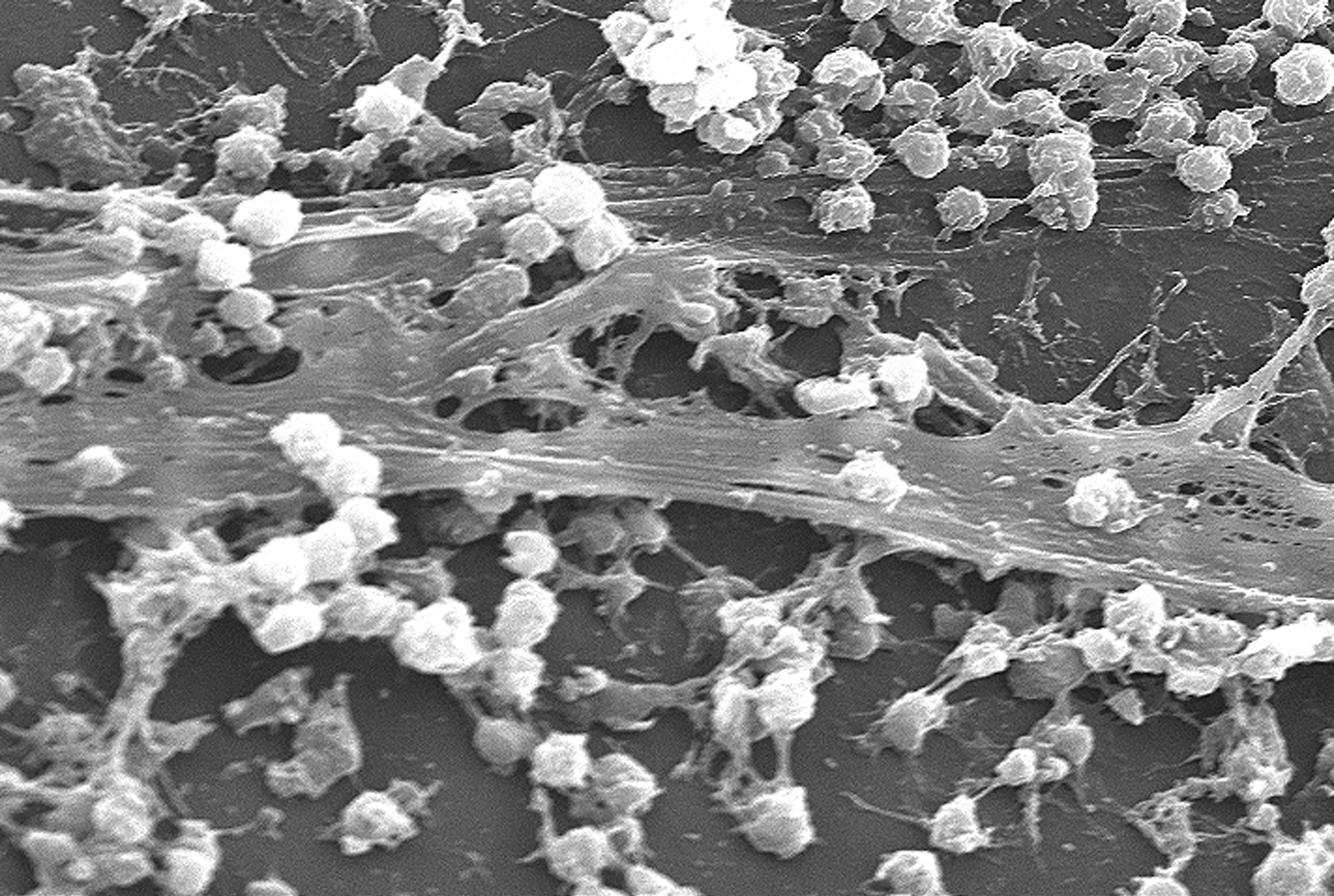
Biofilm van Staphylococcus aureus aan de binnenzijde van een katheter

Een biofilm is een laag micro-organismen omgeven door zelfgeproduceerd slijm vastgehecht aan een oppervlak. Biofilms komen veel in de natuur voor. Antoni van Leeuwenhoek was in 1683 de eerste die een biofilm, samengesteld uit verschillende mico-organismen, heeft waargenomen, in tandplak. Er zijn veel verschillende soorten biofilms, bijvoorbeeld biofilms waar verschillende soorten micro-organismen in voorkomen en biofilms waar maar één soort micro-organisme in voorkomt.

## Werking
Micro-organismen in een biofilm worden bijeengehouden door een extracellulaire matrix. Deze kan tot 90 procent van de biomassa van een biofilm omvatten, de rest is bacteriën. Omdat een extracellulaire matrix veel water bevat is een met biofilm bedekte ondergrond gelatineus en glibberig. In een extracellulaire matrix kunnen steeds andere bacteriën worden opgenomen. Deze vermenigvuldigen zich ook en bouwen hun eigen extracellulaire matrix. De bacteriën die in een biofilm leven kunnen totaal andere eigenschappen krijgen dan de vrijlevende micro-organismen. Celdichtheid-afhankelijke genexpressie (quorum sensing) is een van de factoren die daarvoor verantwoordelijk is.
De micro-organismen die in een biofilm kunnen leven zijn bacteriën, microfungi, microalgen en protozoa. Deze micro-organismen vormen in een biofilm een kolonie en leven daarin vaak in symbiose met elkaar. Hun concentratie is ongeveer 1012 cellen per milliliter. Er komen ook meercellige organismen op een biofilm voor, zoals raderdieren, rondwormen, acari en de larven van insecten, die zich met de micro-organismen van de biofilm voeden.
Het hangt van de omstandigheden af, hoe dik een biofilm kan worden. Dezelfde biofilm kan tussen de 40 μm en een halve millimeter zijn.

## Gevolgen
Voor de industrie kan biofilmvorming hinderlijk zijn wegens het dichtslibben van leidingen; naast verstoppingen en klontervorming kunnen biofilms ook tot corrosie leiden. In de geneeskunde kunnen ze moeilijk bestrijdbare besmettingen veroorzaken, in katheters, maar ook in de luchtpijp van patiënten met taaislijmziekte. In voedselproducerende instellingen zoals fabrieken en keukens bemoeilijken ze het schoonmaken. Biofilms komen in waterleidingen, waterfilters en ventilatiekanalen voor. Er zijn ook positieve kanten aan biofilmvorming: in waterzuiveringsinstallaties wordt verontreinigd water over zandfilters geleid die 'begroeid' zijn met een biofilm die schadelijke organische componenten aan het water onttrekt en afbreekt. Water kan ook gezuiverd worden met een biofilter.

## Bestrijding
Bacteriën in biofilms zijn beter bestand tegen toxische stoffen zoals antibiotica en detergenten. Hoewel men eerst dacht dat dit kwam doordat deze producten moeilijk zouden kunnen doordringen in deze slijmlaag, blijkt dit meestal niet het geval. Lagere groeisnelheden in biofilms, de activatie van stresstolerantiemechanismen en de inductie van een resistent 'biofilm'-fenotype kunnen redenen zijn voor de hogere bestendigheid van biofilmcellen tegen toxische stoffen.